# Stanbridge East
Pour les articles homonymes, voir Stanbridge.
Stanbridge East est une municipalité du Québec, située dans la municipalité régionale de comté de Brome-Missisquoi, dans la région administrative de l'Estrie.

## Géographie
La rivière aux Brochets traverse la municipalité du sud vers l'ouest.
La rivière aux Brochets Nord conflue ave la rivière au Brochets au nord-est du village.

## Démographie
| 1991 | 1996 | 2001 | 2006 | 2011 | 2016 | 2021 |
| ---- | ---- | ---- | ---- | ---- | ---- | ---- |
| 860  | 856  | 908  | 833  | 873  | 866  | 834  |

## Administration
Les élections municipales se font en bloc pour le maire et les six conseillers.
| Stanbridge East Maires depuis 2001                                                                                   |              |         |          |
| Élection | Maire        | Qualité | Résultat |
| 2001 | Greg Vaughan |         | Voir     |
| 2005 | Greg Vaughan | Voir    |          |
| 2009 | Greg Vaughan | Voir    |          |
| 2013 | Greg Vaughan | Voir    |          |
| 2017 | Greg Vaughan | Voir    |          |
| 2021 | Greg Vaughan | Voir    |          |
| Élection partielle en italique Depuis 2005, les élections sont simultanées dans toutes les municipalités québécoises |              |         |          |

## Attraits
- Vignobles

### Cultes
- L'église catholique Sainte-Jeanne-D'Arc - 7 rue River. Construit en 1861, l'édifice de style néo-classique avec des colonnes ioniques, en bois peint, abritait la banque Baker avant de devenir une église en 1952.
- L'église Unie - rue Acaderny, construite en 1884 par les Méthodistes. Son clocher est de style renaissance italienne.
- L'église anglicane Saint-James the Apostle de style néo-gothique, bâtie entre 1860 et 1862.

### Patrimoines culturels
- Le Musée d'histoire Missisquoi (Moulin Cornell), le magasin général Hodge et la Grange à Bill.
- L'ensemble du bâti datant du XVIIIe siècle, maisons construites en brique rouge et bois peints, dans le style américain.

## Galerie

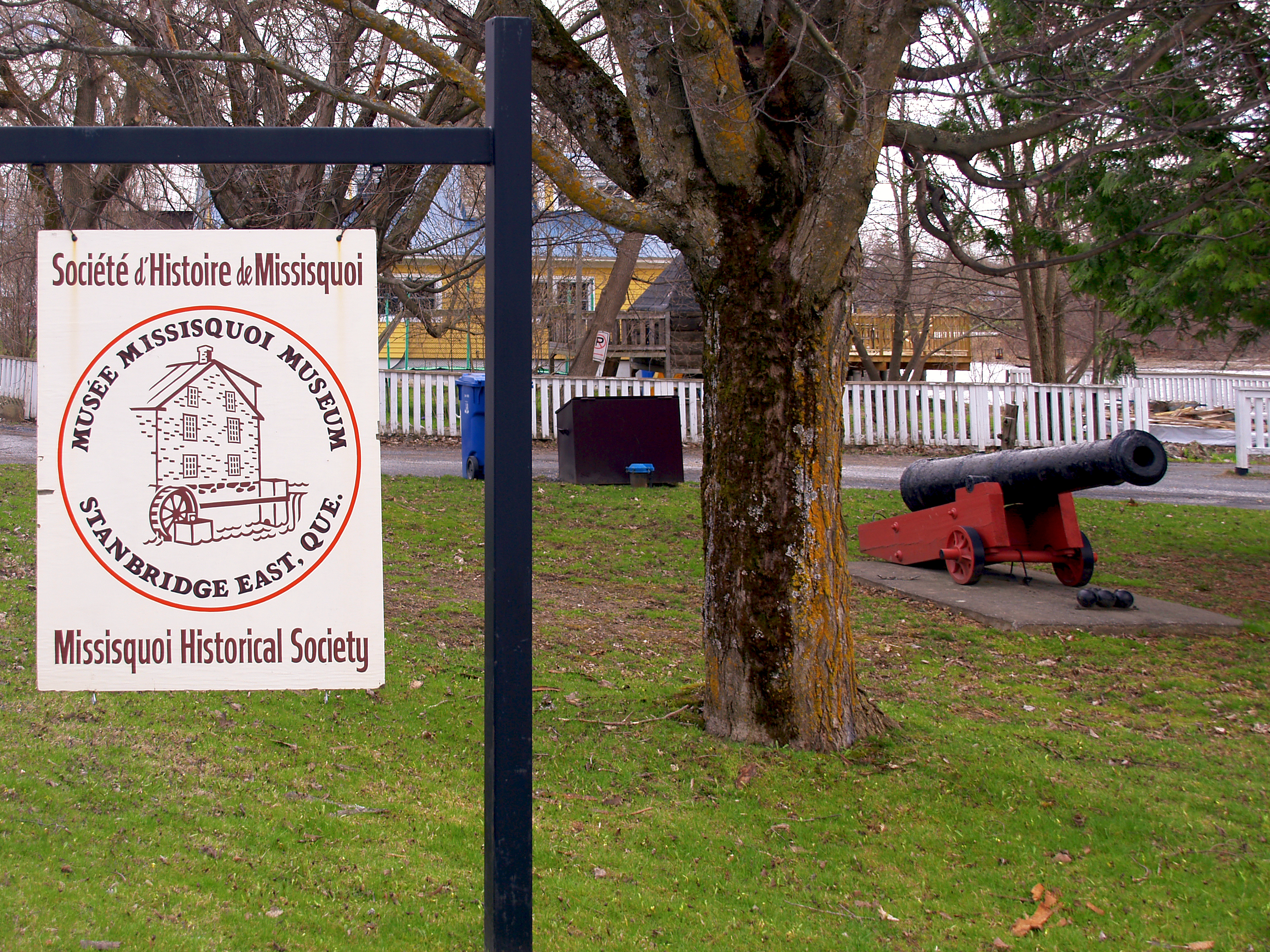
Musée d'histoire Missisquoi.
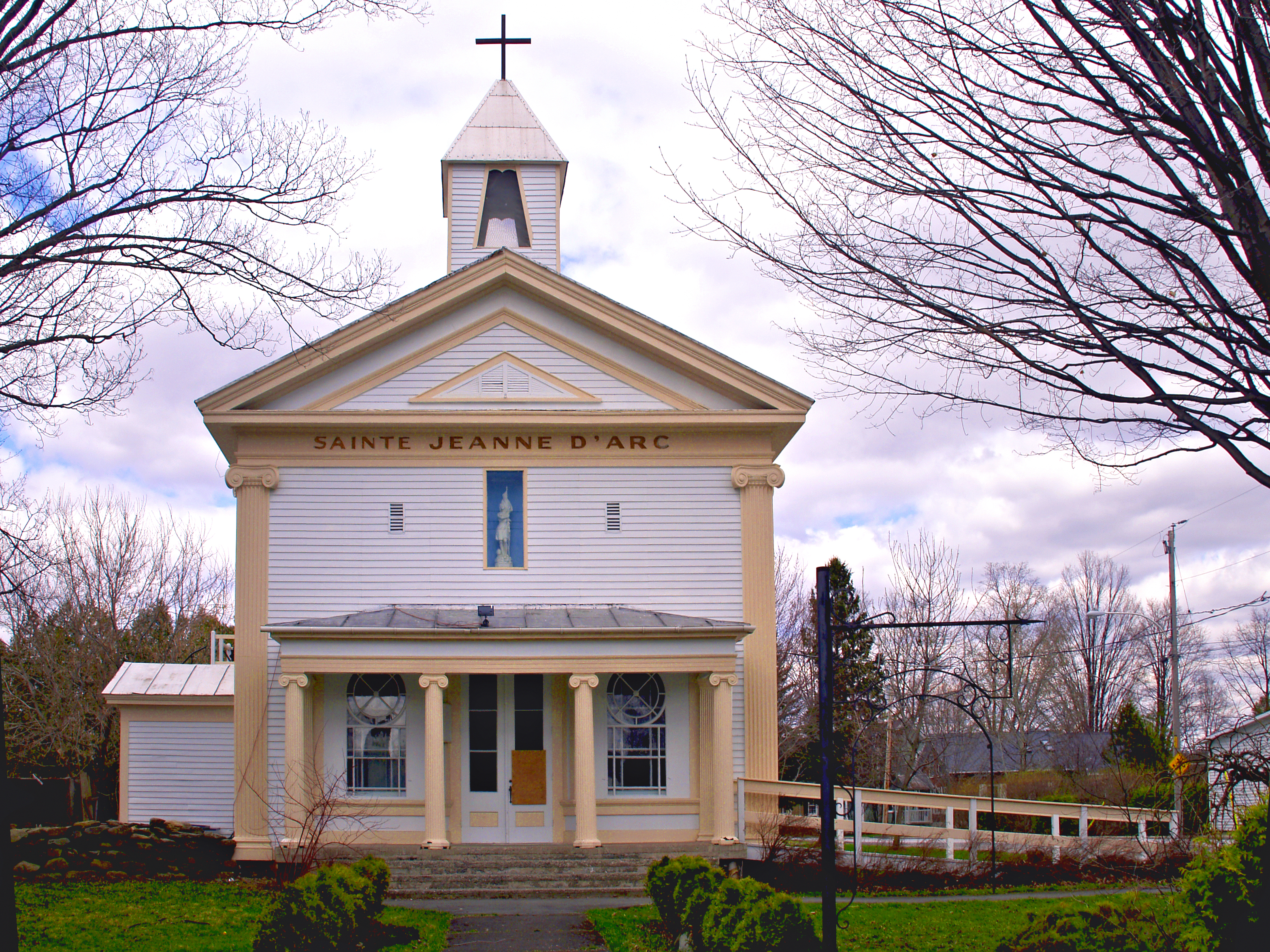
Eglise catholique Sainte-Jeanne-D'Arc.
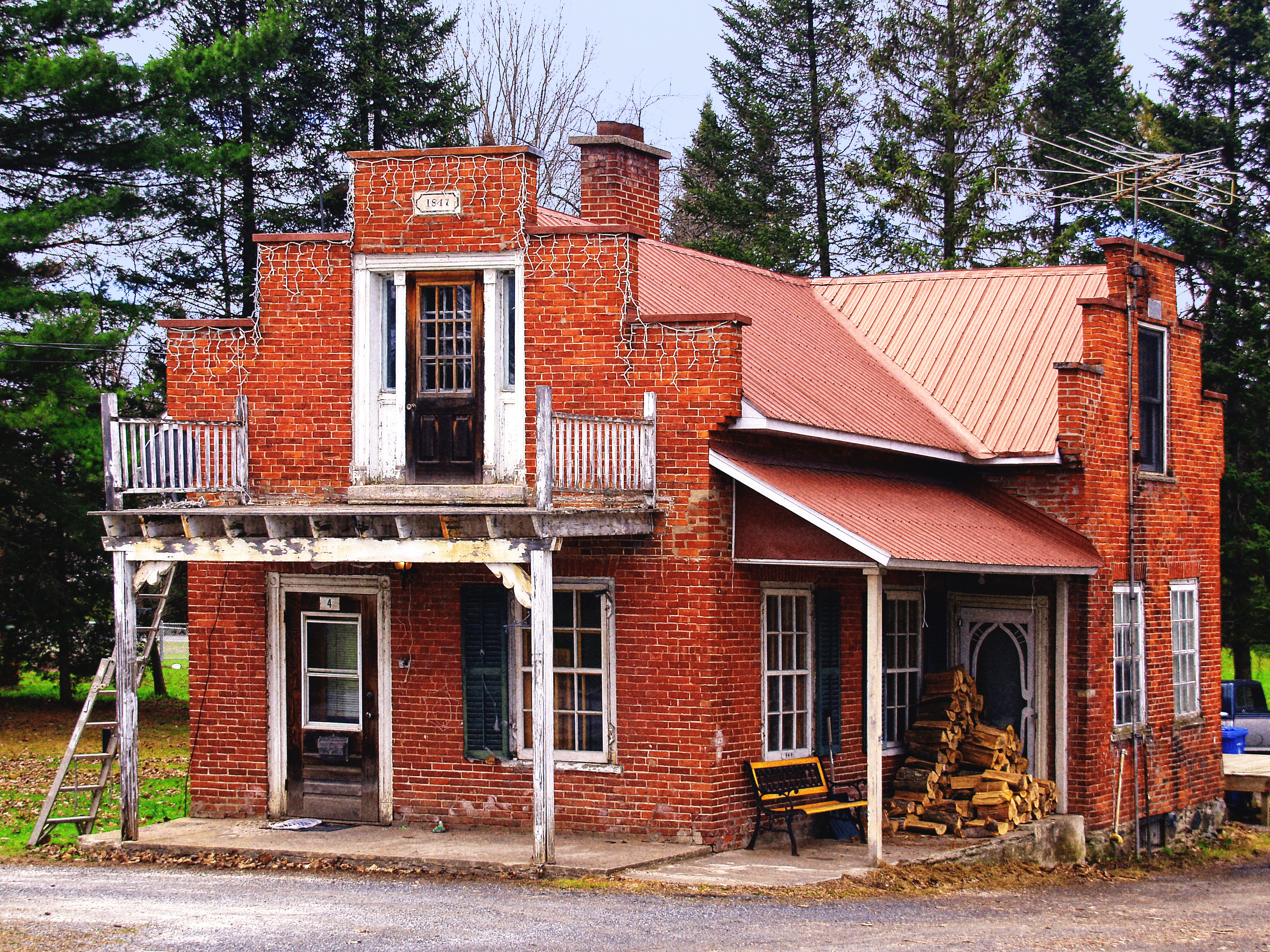
Maison de 1812.
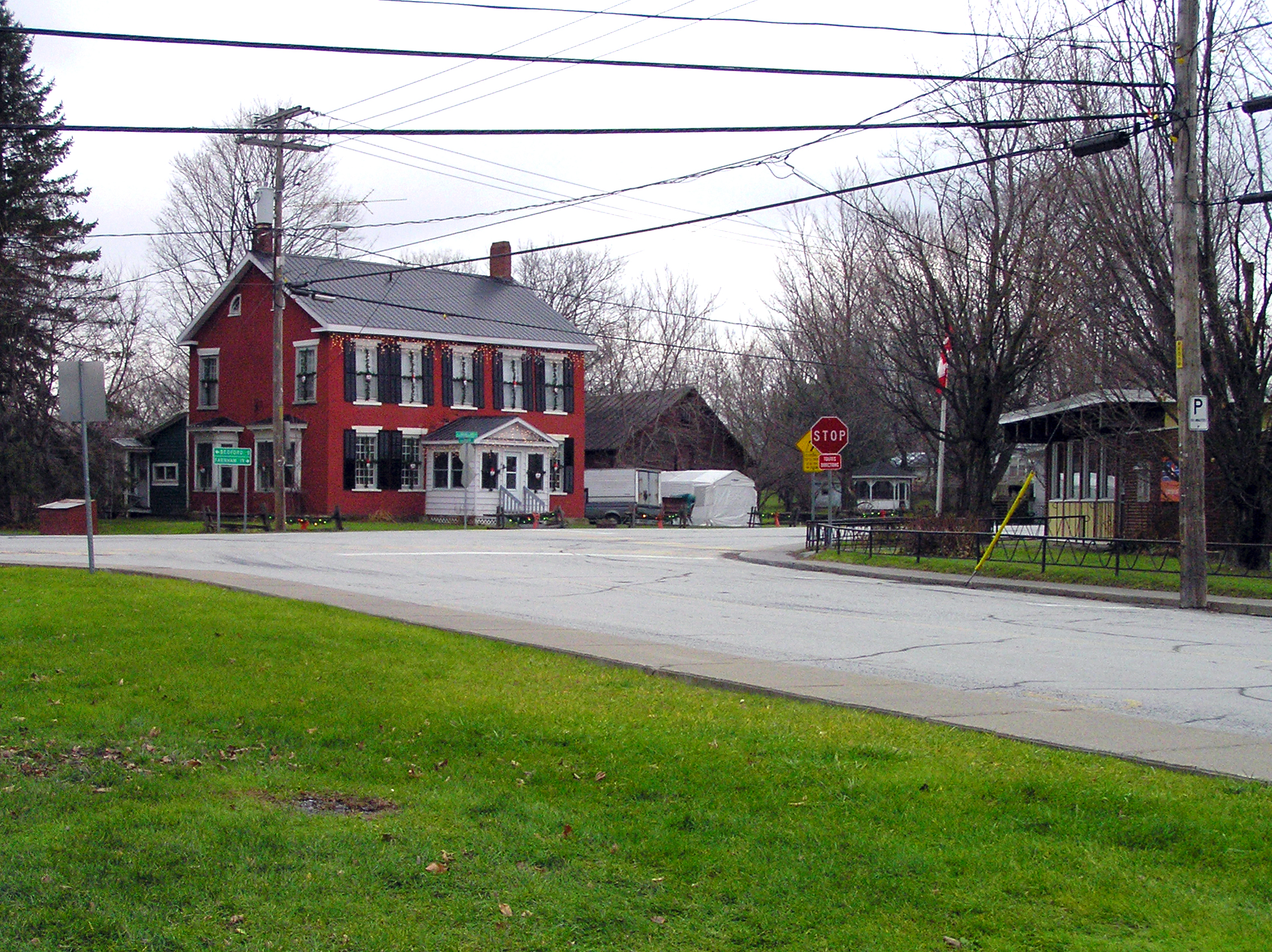
Carrefour des rues River et Maple (des Érables).